# María Ángeles Olariaga
María Ángeles Olariaga (Andoáin, Guipúzcoa, 26 de mayo de 1931) es una cantante soprano lírica española.

## Biografía
Nació en Andoáin, pero se trasladó a vivir a San Sebastián con su familia cuando tenía 9 años y posteriormente, cuando se casó con Jesús Madinabeitia,  fue a residir a Vitoria. Su padre José Joaquín Olariaga era sobrino de Nemesio Olariaga Etxaide, oriundo de Andoáin.

### Trayectoria profesional
Cantante soprano, miembro solista del Coro Maitea y también cantante individual y participante en la Orquesta Sinfónica del Conservatorio de San Sebastián. Actuó en numerosas ocasiones y en diversos lugares de la geografía española y de otros lugares, como París, Casablanca o Nueva York. Actuó tanto como solista de la citada coral o de forma individual acompañada por pianistas u otros cantantes. También participó como solista en diversos conciertos con la Orquesta Sinfónica del Conservatorio de San Sebastián, que se compuso con artistas procedentes de la Orquesta Sinfónica y Filarmónica de San Sebastián y de la banda municipal donostiarra.
Se presentó públicamente en 1953 en Madrid, y cantó como solista del Coro Maitea tanto en Mallorca, donde interpretó un solo de canción de cuna, como en Valencia, concierto ofrecido a las Juventudes Musicales en el Teatro Eslava.
En 1955 realizó una gira por diversos lugares de España, entre ellos, Lucena, en el Teatro Principal, Jerez de la Frontera, acompañada por el pianista Joaquín Reyes Cabrera, así como en Córdoba y en Guadalajara. También ofreció un concierto en Madrid, donde, dentro del programa de fiestas del Círculo de la Unión Mercantil, actuó acompañada al piano por Gloria Vignau.
Formó parte del elenco artístico en la inauguración del club Aquinas de Vitoria-Gasteiz que se celebró en 1958. Este club fue fundado por José Ángel Cuerda, para fomentar la música, literatura, teatro y cualquier otra actividad de índole social y cultural.
Asimismo, cantó en diversos lugares fuera de Vitoria, como en Logroño (1958) y posteriormente también en Bilbao (1960), en Donostia-San Sebastián y en Burgos (1974 y 1994) y entre los años 1960 y 1974 tomó parte en los conciertos organizados por la Escolanía Felipe Gorriti en Tolosa.
En 1971 formó parte del jurado del concurso de canto Kanta-Berri, que se celebró ese año en Vitoria. Otros miembros del jurado fueron Juan Arzamendi, Maria Luisa Criales, Anton Lete eta Jose Mari Ortiz de Landaluze.
En 1975, el 31 de julio, interpretó varias obras en la misa organizada y emitida por Radio Popular de Loyola.
En 1977 interpretó en el Teatro Principal de Vitoria la cantata Laudate Pueri de Vivaldi para solista y orquesta con la Orquesta de Cámara de San Sebastián.
En 1979 intervino como solista, junto al barítono Antonio Blancas, en el concierto de la Orquesta Santa Cecilia de Pamplona,  dedicado a la conmemoración del Primer Centenario de su Fundación. Además interpretó, entre otras obras, las Canciones Vascas, de Tomás Garbizu, en el concierto que se celebró en la Iglesia de San Vicente de San Sebastián con la orquesta de Cámara de la ciudad, organizado por la Consejería de Cultura del Consejo General Vasco y la Caja de Ahorros Provincial. También interpretó la cita obra de Garbizu en Bilbao en Los Lunes Musicales de la Socieda Filarmónica en abril de 1980.
También en ese año participó en Musikaste, donde ofreció un concierto con la Orquesta de Cámara de Euskadi, dirigida por Iñaki Erauskin, y María Jesús Danborenea.
El 2 de agosto de 1984, en el festival de Loyola, interpretó la obra Maite, de Sorozábal, junto a Javier Belloportu al piano, Maria Jesús Danborenea, contralto, Carlos Munguía, tenor, y Ricardo Muniain, bajo. Dicho concierto se emitió en Radio Popular de San Sebastián.
Además de cantante concertista, ejerció también como docente. Así pues, impartió clases de canto a artistas como a la mezzosoprano Marta Knörr, que considera a María Ángeles su mentora e iniciadora en su pasión por la música de cámara en el formato concierto, considerándola su "madre musical".
También colaboró en la edición de las obras del compositor Tomás Garbizu, por ser una de sus colaboradoras más cercanas y persona a la que el autor dedicó alguna de sus partituras, como el Ave María.

## Discografía
Ave María- Tomas Garbizu-María Ángeles Olariaga-Coro Maitea.
Coro Maitea. Columbia CLP 11025 (1956).
Maite Oroi. Coro Maitea De San Sebastián* Directora: María Teresa Hernández Usobiaga – Coro Maitea de San Sebastian (Voces Blancas). Columbia (1969).
María Angeles Olariaga (soprano) con acomp. de orquesta. Columbia records. (1958).

## Premios y reconocimientos
Primer Premio Paulino Caballero del Conservatorio de San Sebastián.
Tomás Garbizu le dedicó el Ave María en su disco Los olvidados, antología.

## Publicaciones
Olariaga, María Ángeles. Tomás Garbizu. En Tomás Garbizu Salaberria, 1901-1989. Lezoko Unibertsitateko Udala. P. 143